# Owen Ansah
Owen Ansah (Hamburgo, 28 de noviembre de 2000) es un deportista alemán que compite en atletismo, especialista en las carreras de velocidad. Ganó una medalla de bronce en el Campeonato Europeo de Atletismo de 2024, en la prueba de 4 × 100 m.

## Palmarés internacional
| Campeonato Europeo | Campeonato Europeo | Campeonato Europeo | Campeonato Europeo |
| Año                | Lugar              | Medalla            | Prueba             |
| ------------------ | ------------------ | ------------------ | ------------------ |
| 2024               | Roma (Italia)      | Medalla de bronce  | 4 × 100 m          |